# Anchognatha avida
Anchognatha avida är en spindelart som beskrevs av Tord Tamerlan Teodor Thorell 1881. Anchognatha avida ingår i släktet Anchognatha och familjen jättekrabbspindlar.
Artens utbredningsområde är Queensland. Inga underarter finns listade i Catalogue of Life.